# Campionati europei di ciclismo su pista 2023 - Inseguimento individuale femminile
L'inseguimento individuale femminile ai Campionati europei di ciclismo su pista 2023 si svolse l'11 febbraio 2023 presso il Velodrome Suisse di Grenchen, in Svizzera.

## Risultati

### Qualificazioni
Le prime due classificate si qualificarono per la finale per la medaglia d'oro, la terza e la quarta per quella per la medaglia di bronzo.
| Pos. | Atleta             | Nazione       | Tempo    | Distacco | Note |
| ---- | ------------------ | ------------- | -------- | -------- | ---- |
| 1    | Franziska Brauße   | Germania      | 3'21"486 |          | QO   |
| 2    | Josie Knight       | Gran Bretagna | 3'22"198 | +0"712   | QO   |
| 3    | Anna Morris        | Gran Bretagna | 3'22"856 | +1"370   | QB   |
| 4    | Mieke Kröger       | Germania      | 3'25"367 | +3"881   | QB   |
| 5    | Vittoria Guazzini  | Italia        | 3'25"454 | +3"968   |      |
| 6    | Martina Alzini     | Italia        | 3'28"327 | +6"841   |      |
| 7    | Kelly Murphy       | Irlanda       | 3'28"632 | +7"146   |      |
| 8    | Valentine Fortin   | Francia       | 3'31"711 | +10"225  |      |
| 9    | Olga Wankiewicz    | Polonia       | 3'35"082 | +13"596  |      |
| 10   | Fabienne Buri      | Svizzera      | 3'35"835 | +14"349  |      |
| 11   | Isabel Ferreres    | Spagna        | 3'38"974 | +17"488  |      |
| 12   | Patrycja Lorkowska | Polonia       | 3'40"963 | +19"477  |      |
| 13   | Elena Hartmann     | Svizzera      | 3'41"185 | +19"699  |      |
| 14   | Erin Creighton     | Irlanda       | 3'44"716 | +23"230  |      |

### Finali
| Pos.                             | Atleta           | Nazione       | Tempo    | Distacco |
| -------------------------------- | ---------------- | ------------- | -------- | -------- |
| Finale per la medaglia d'oro     |                  |               |          |          |
| 1                                | Franziska Brauße | Germania      | 3'20"101 |          |
| 2                                | Josie Knight     | Gran Bretagna | 3'23"613 | +3"512   |
| Finale per la medaglia di bronzo |                  |               |          |          |
| 3                                | Mieke Kröger     | Germania      | 3'24"895 |          |
| 4                                | Anna Morris      | Gran Bretagna | 3'25"556 | +0"661   |